# Квемо Хеві
Квемо Хеві (груз. ქვემო ხევი) — село в Грузії.
За даними перепису населення 2014 року в селі проживає 126 осіб.